# Gerben Thijssen
Gerben Thijssen (Genk, 21 de junho de 1998) é um desportista belga que compete em ciclismo nas modalidades de pista e estrada. Ganhou uma medalha de ouro no Campeonato Europeu de Ciclismo em Pista de 2017, na carreira por eliminação.
A 12 de novembro de 2019 sofreu uma grave queda na primeira jornada dos Seis dias de Gante que lhe provocou hemorragias intercraniais bem como o rompimento de três costelas e uma clavícula. Depois de dez dias ingressado, recebeu o alta hospitalar para continuar com a reabilitação.

## Medalheiro internacional
| Campeonato Europeu | Campeonato Europeu | Campeonato Europeu | Campeonato Europeu |
| Ano                | Lugar              | Medalha            | Competição         |
| ------------------ | ------------------ | ------------------ | ------------------ |
| 2017               | Berlim ( Alemanha) | Medalha de ouro    | Eliminação         |

## Palmarés
2017
- Grande Prêmio Stad Sint-Niklaas
- 1 etapa do Tour de Olympia

2019
- 1 etapa do Tour de Eure e Loir
- 1 etapa da Paris-Arrás Tour[4]
- Memorial Philippe Van Coningsloo